# Papyrus 22
Papyrus 22 (nach Gregory-Aland mit Sigel {\displaystyle {\mathfrak {P}}}22 bezeichnet) ist eine frühe griechische Abschrift des Neuen Testaments. Dieses Papyrusmanuskript des Johannesevangeliums enthält nur die Verse 15,25–16,2.21–32. Mittels Paläographie wurde es auf das frühe 3. Jahrhundert datiert.

## Beschreibung
Das Manuskript wurde in zwei fortlaufenden Spalten auf einer Rolle geschrieben. Die Rückseite ist leer. Die Nomina sacra sind abgekürzt. Es gibt keine Zeichen zur Punktuation.
Der griechische Text des Kodex repräsentiert den Alexandrinischen Texttyp (oder eher einen proto-Alexandrinischen). Aland ordnete ihn in Kategorie I ein. Die Handschrift stellt einen unabhängigen Text dar. Es gibt sehr viele Übereinstimmungen mit dem Codex Sinaiticus, jedoch gibt es auch deutliche Abweichungen. Es gibt keine einzigartigen Lesarten.
Zurzeit wird die Handschrift in der Glasgow University Library (MS Gen 1026) in Glasgow aufbewahrt.